# モーザ (LNG船)
モーザ (アラビア語: موزة、Mozah) は、カタールのカタール・ガス・トランスポート社（ナーキラート）が所有・運航しているLNG船。

## 概要
Q-Max型（カタールのLNG積出基地に接岸可能な最大船型）の1番船として、2008年9月29日、韓国のサムスン重工業で竣工。
LNGタンクはメンブレン方式で、その総積載量266,000m³は世界最大である。
2010年7月13日には知多市の中部電力知多LNGターミナルに入港し、Q-Max型の日本初寄港となった。
Q-Max型は本船含め14隻が建造される予定。